# Tanypus saltatrix
Tanypus saltatrix är en tvåvingeart som först beskrevs av Jean-Jacques Kieffer 1911.  Tanypus saltatrix ingår i släktet Tanypus och familjen fjädermyggor. Inga underarter finns listade i Catalogue of Life.